# 兽人必须死2
《兽人必须死2》是由罗伯特娱乐开发的动作塔防游戏，为《兽人必须死》的续作，由微软游戏工作室在2012年7月30号发布。2012年4月2日，在Penny Arcade Expo in Boston （PAX East）上微软公布该游戏。该游戏重点是在《兽人必须死》的基础上增加合作模式。